# Општина Варјаш
Општина Варјаш (рум. Comuna Variaş) је општина у округу Тимиш у западној Румунији. Општина је значајна по присутној српској националној мањини у Румунији, која је данас малобројнија него пре.
Општина Варјаш се налази у источном, румунском Банату, на око 30 км удаљености северно од Темишвара, ка Араду. Општина је равничарског карактера.

## Насељена места
Општина се састоји из 3 насеља:
- Варјаш - седиште општине
- Кетфељ
- Мали Семпетар

## Становништво
Општина Варјаш имала је према попису 2011. године 5.682 становника. Срби у општини чине око 9,6% становништва, а пре једног века чинили су близу половине. Живе у селима Варјаш и Кетфељ, где су донедавно представљали већину. Остатак су првенствено Румуни (68,7%) и Мађари (8,4%).
| Етнички састав према попису из 2011. године‍ | Етнички састав према попису из 2011. године‍ | Етнички састав према попису из 2011. године‍ | Етнички састав према попису из 2011. године‍ | Етнички састав према попису из 2011. године‍ |
| ------------------------------------------- | ------------------------------------------- | ------------------------------------------- | ------------------------------------------- | ------------------------------------------- |
|                                             |                                             |                                             |                                             |                                             |
| Румуни                                      | Румуни                                      |                                             | 3.906                                       | 68,7%                                       |
| Срби                                        | Срби                                        |                                             | 546                                         | 9,6%                                        |
| Мађари                                      | Мађари                                      |                                             | 475                                         | 8,4%                                        |
| Роми                                        | Роми                                        |                                             | 219                                         | 3,8%                                        |
| Украјинци                                   | Украјинци                                   |                                             | 177                                         | 3,1%                                        |

На попису становништва из 1930. године општина је имала 6.687 становника, а већину су чинили Немци.
| Етнички састав према попису из 1930. године‍ | Етнички састав према попису из 1930. године‍ | Етнички састав према попису из 1930. године‍ | Етнички састав према попису из 1930. године‍ | Етнички састав према попису из 1930. године‍ |
| ------------------------------------------- | ------------------------------------------- | ------------------------------------------- | ------------------------------------------- | ------------------------------------------- |
|                                             |                                             |                                             |                                             |                                             |
| Немци                                       | Немци                                       |                                             | 3.540                                       | 52,9%                                       |
| Срби                                        | Срби                                        |                                             | 2.689                                       | 40,2%                                       |
| Румуни                                      | Румуни                                      |                                             | 191                                         | 2,9%                                        |
| Мађари                                      | Мађари                                      |                                             | 111                                         | 1,7%                                        |
| Роми                                        | Роми                                        |                                             | 103                                         | 1,5%                                        |